# Wiesing
Wiesing är en ort och kommun i distriktet Schwaz i förbundslandet Tyrolen i Österrike.
Kommunen består av åtta orter (Ortschaften) (inom parentes invånarantal 1 januari 2024):

- Astenberg (28)
- Bradl (76)
- Dikat (93)
- Ehrenstall (3)
- Erlach (286)
- Rofansiedlung (20)
- Tiergarten (6)
- Wiesing (1 680)